# مسجد شاکرین
مسجد شاکرین (که در زبان ترکی Şakirin Camii نام دارد) مسجدی است که در بخش آسیایی شهر استانبول قرار دارد. این مسجد در طول ۵ سال از سال ۲۰۰۵ تا ۲۰۰۹ احداث شده‌است و به عنوان یکی از مساجد مدرن ترکیه و جهان اسلام از آن نام برده می‌شود.
این مسجد به دلیل آنکه یکی از معماران آن یک بانوی مسلمان است مشهور شده‌است اما معماری آن بر اساس پلان و نقشه خسرو تایلا صورت گرفته‌است و خانم زینب فادیللی اوغلو که یک مهندس معمار ترک است طراحی داخلی و تصحیح معماری آن را برعهده داشته‌است.
سفارش ساخت مسجد توسط بازماندگان خانم سمیحه شاکرین از خیرین ترکیه داده شده‌است و با موافقت شهرداری استانبول روی زمینی به مساحت ۱۰٫۰۰۰ متر مربع و با زیربنای ۳۰۰۰ متر مربع ساخته شده‌است.
مسجد دارای دو مناره به ارتفاع ۳۵ متر است و چیزی که این مسجد را از سایر مساجد معاصر متمایز می‌کند طراحی داخلی غیرمعمول و مدرن آن است. سه سمت این مسجد شیشه ای می‌باشد